# Arcanum.com
Arcanum.com ist ein Portal zur Volltextrecherche in historischen Druckschriften und Dokumenten, vor allem Texten in wissenschaftlichen und Fachzeitschriften, Wochen- und Tageszeitungen, Enzyklopädien und anderen Büchern, aber auch Pressefotos und Illustrationen.